# Abraxas quadrimorpha
Abraxas quadrimorpha là một loài bướm đêm trong họ Geometridae.